# Charles Asati
Charles Asati (Kisii, 3 maart 1946) is een voormalige Keniaanse atleet, die gespecialiseerd was in de sprint. Hij werd olympisch kampioen op de 4 x 400 m estafette en meervoudig Oost- en Centraal-Afrikaans kampioen op de 200 m en de 400 m. Hij nam tweemaal deel aan de Olympische Spelen en won hierbij twee medailles.

## Loopbaan
Op de Olympische Spelen van 1968 in Mexico-Stad deed Asati mee op drie onderdelen. Op de 100 m werd hij in de voorrondes uitgeschakeld met een tijd van 10,63 s, op de 200 m kwam hij met een tijd van 20,66 door de voorrondes heen, maar strandde hij in de kwartfinale. Op de 4 x 400 m estafette won hij samen met Hezahiah Nyamau, Naftali Bon en Daniel Rudisha een zilveren medaille in 2.59,64 achter het team van de Verenigde Staten, dat een wereldrecord liep in 2.56,16, dat pas in 1992 zou worden verbeterd.
In 1970 vonden de Gemenebestspelen in Edinburgh plaats. Hier won Charles Asati de 400 m in 45,01. Op de 4 x 400 m estafette won hij eveneens, in 3.03,63 samen met Hezahiah Nyamau, Julius Sang en Robert Ouko. Op de 200 m werd hij derde in een tijd van 20,74.
Op de 400 m tijdens de Olympische Spelen van 1972 in München werd hij vierde in 45,13 achter de Amerikaan Vince Matthews en zijn landgenoten Wayne Collett en Julius Sang. Op de 4 x 400 m estafette bleef het Keniaanse team, bestaande uit Asati, Hezahiah Nyamau, Robert Ouko en Julius Sang, als enige onder de 3 minuten en won hiermee een gouden medaille in 2.59,83.
Op de Gemenebestspelen van 1974 in de Nieuw-Zeelandse stad Christchurch slaagde Asati erin om zijn dubbeloverwinning van vier jaar eerder te herhalen. De 400 m won hij in 46,04 en een estafetteploeg bestaande uit Asati, Francis Musyoki, Bill Koskei en Julius Sang was de sterkste op de 4 x 400 m in 3.04,43.

## Titels
- Olympisch kampioen 4 x 400 m - 1972
- Oost- en Centraal-Afrikaans kampioen 200 m - 1968, 1969, 1976
- Oost- en Centraal-Afrikaans kampioen 400 m - 1969, 1975
- Gemenebestkampioen 400 m - 1970, 1974
- Gemenebestkampioen 4 x 400 m - 1970, 1974

## Persoonlijke records
| Onderdeel | Prestatie | Datum | Plaats  |
| --------- | --------- | ----- | ------- |
| 100 m     | 10,2      | 1969  |         |
| 200 m     | 20,66     | 1968  |         |
| 400 m     | 45,01     | 1970  | München |

## Palmares

### 200 m
- 1970:  Gemenebestspelen - 20,74 s

### 400 m
- 1970:  Gemenebestspelen - 45,01 s
- 1972: 4e OS - 45,13 s
- 1973:  Afrikaanse Spelen - 46,31 s
- 1974:  Gemenebestspelen - 46,04 s

### 4 x 400 m estafette
- 1968:  OS - 2.59,64
- 1970:  Gemenebestspelen - 3.03,63
- 1972:  OS - 2.59,83
- 1974:  Gemenebestspelen - 3.04,43

1912: Sheppard, Lindberg, Meredith, Reidpath ·
1920: Griffiths, Lindsay, Ainsworth-Davis, Butler ·
1924: Cochran, Helffrich, MacDonald, Stevenson ·
1928: Baird, Alderman, Spencer, Barbuti ·
1932: Fuqua, Ablowich, Warner, Carr ·
1936: Wolff, Rampling, Roberts, Brown ·
1948: Harnden, Bourland, Cochran, Whitfield ·
1952: Wint, Laing, McKenley, Rhoden ·
1956: Jenkins, Jones, Mashburn, Courtney ·
1960: Yerman, Young, G. Davis, O. Davis ·
1964: Cassell, Larrabee, Williams, Carr ·
1968: Matthews, Freeman, James, Evans ·
1972: Asati, Nyamau, Ouko, Sang ·
1976: Frazier, Brown, Newhouse, Parks ·
1980: Valiulis, Linge, Tsjernetski, Markin ·
1984: Nix, Armstead, Babers, McKay ·
1988: Everett, Lewis, Robinzine, Reynolds ·
1992: Valmon, Watts, Johnson, Lewis ·
1996: Harrison, Smith, Mills, Maybank ·
2000: Bada, Chukwu, Monye, Udo-Obong  ·
2004: Harris, Brew, Wariner, Williamson ·
2008: Merritt, Taylor, Neville, Wariner ·
2012: Brown, Pinder, Mathieu, Miller ·
2016: Hall, McQuay, Roberts, Merritt ·
2020: Cherry, Norman, Deadmon, Benjamin ·
2024: Bailey, Norwood, Deadmon, Benjamin